# Луди ујка
„Луди ујка” је југословенски ТВ филм из 1972. године. Режирао га је Владимир Момчиловић а сценарио је написао Милан Шећеровић.

## Улоге
| Глумац                     | Улога |
| -------------------------- | ----- |
| Вера Чукић                 |       |
| Предраг Милинковић         |       |
| Властимир Ђуза Стојиљковић |       |